# 9mm: São Paulo
9mm: São Paulo foi uma série de televisão brasileira produzida pela Fox em parceria com a Moonshot Pictures e exibida no Brasil pela Fox semanalmente, desde 10 de junho de 2008, às 22:00 horas. Sua segunda temporada estreou na Fox só em 14 de junho de 2011 às 22:00 substituindo a primeira temporada de Mentes em Choque.
Criada por Roberto d'Avila, Newton Cannito e o jornalista Carlos Amorim, autor do livro CV PCC - A Irmandade do Crime. A série foi a primeira produzida pela Fox inteiramente no Brasil e filmada em alta definição.
A série estreou em Portugal no canal FOX Crime em setembro de 2009.

## Enredo

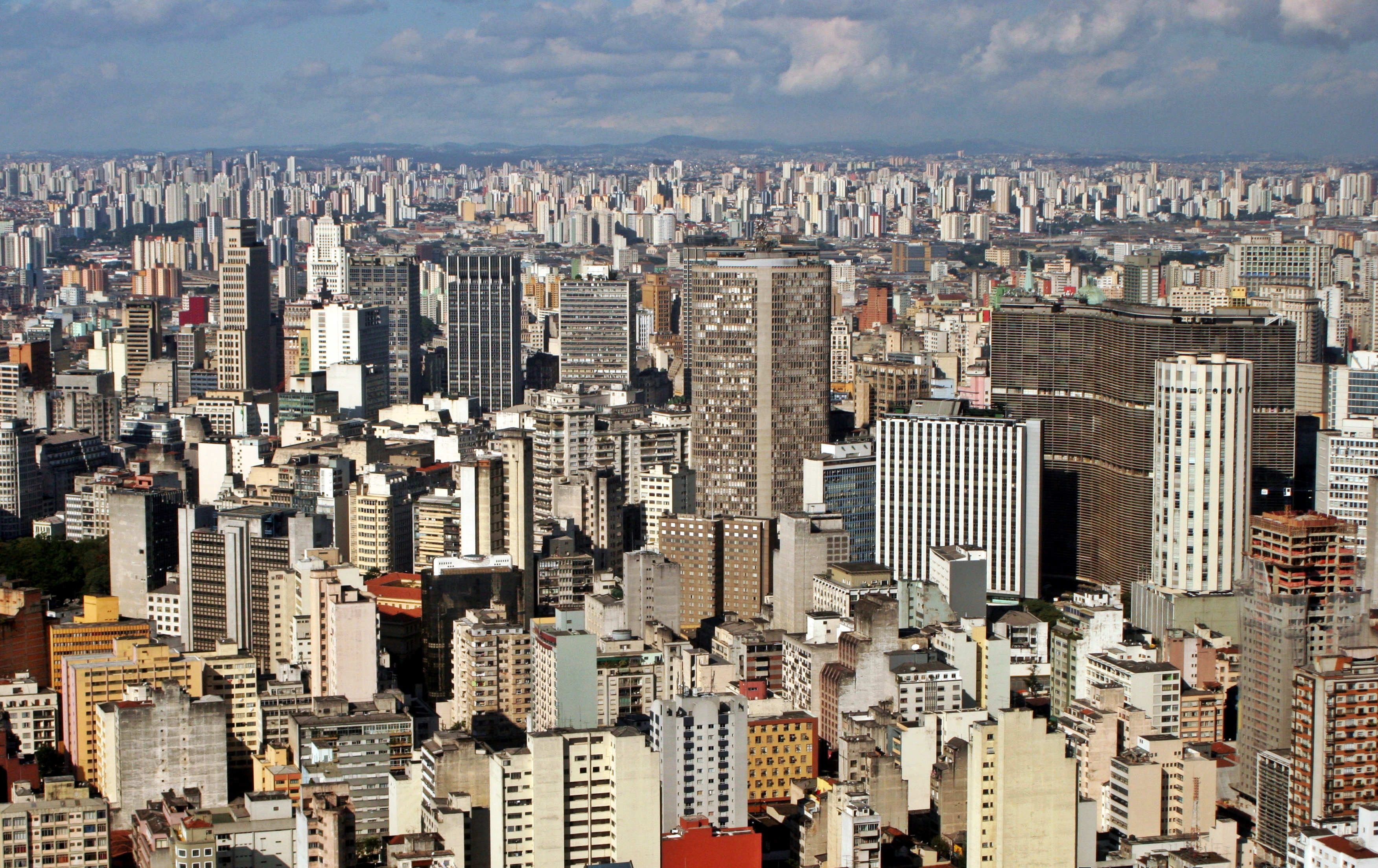
São Paulo

A série enfoca a vida pessoal e profissional de um grupo de cinco policiais do departamento de homicídios. A ideia é mostrar o que estes policiais costumam evitar como cair em discursos moralistas e também as dificuldades de trabalhar em uma das maiores cidades do mundo.
9mm: São Paulo não é apenas uma série sobre a profissão de policial; retrata os dramas pessoais, os problemas cotidianos e o caráter de cada investigador, e de que maneira sua vida fora da delegacia influencia na luta contra o crime. O delegado Eduardo (Luciano Quirino) vive sob intensa desconfiança dentro do departamento, a ser indicado ao cargo por seu sogro. Toda a pressão que ele recebe, imediatamente é repassada à sua equipe de investigadores.

## Elenco

### Principal
| Ator              | Personagem               | Temporadas | Temporadas | Temporadas | Temporadas |
| Ator              | Personagem               | 1ª 2008    | 2ª 2009    | 3ª 2011    |            |
| ----------------- | ------------------------ | ---------- | ---------- | ---------- | ---------- |
| Norival Rizzo     | Horácio                  |            |            |            |            |
| Luciano Quirino   | Eduardo                  |            |            |            |            |
| Clarissa Kiste    | Luísa                    |            |            |            |            |
| Marcos Cesana     | Tavares                  |            |            |            |            |
| Nicolas Trevijano | Pedro Paulo Pacheco (3P) |            |            |            |            |
| Vinícius Ricci    | Gilson                   |            |            |            |            |
| Paula Picarelli   | Adélia Freitas           |            |            |            |            |
| Álvaro Franco     | Caio Graco Medeiros      |            |            |            |            |
| Karin Rodrigues   | Drª Helen Fernandes      |            |            |            |            |
| Clovis Gonçalves  | Miguel Augusto Ferreira  |            |            |            |            |

### Recorrente
| Ator             | Personagem                 | Temporadas | Temporadas | Temporadas | Temporadas |
| Ator             | Personagem                 | 1ª 2008    | 2ª 2009    | 3ª 2011    |            |
| ---------------- | -------------------------- | ---------- | ---------- | ---------- | ---------- |
| Ana Petta        | Paula Faria                |            |            |            |            |
| Rui Ricardo Diaz | Bililico                   |            |            |            |            |
| Décio Pinto      | Sérgio Freitas             |            |            |            |            |
| Douglas Simon    | Ricardo Pompeu de Carvalho |            |            |            |            |
| Magali Biff      | Joana                      |            |            |            |            |
| Fernando Bezerra | Adílson                    |            |            |            |            |
| Aldo Bueno       | Genésio Vilaverde          |            |            |            |            |

## Divulgação
Para promover a série, cerca de 200 figurantes foram algemados, como se estivessem sendo presos numa ação policial. O fato ocorreu em 5 de junho, a 5 dias da estreia de 9mm: São Paulo. 140 pessoas foram algemadas na Avenida Paulista, e outras 60 na Av. Engenheiro Luís Carlos Berrini, duas das mais importantes avenidas da cidade.
A segunda campanha de divulgação ocorreu durante os dias 7 e 8 de junho, nos parques Ibirapuera e Villa-Lobos, e envolveu 48 atores. Desses, 47 eram bandidos e apenas 1 era policial. A cena foi uma referência a um dos temas levantados pela série: a impotência das autoridades frente ao caos da segurança em São Paulo.

## Episódios

### Primeira temporada (2008)
| N° | Título                    | Data de exibição    |
| -- | ------------------------- | ------------------- |
| 1  | Aqui se Faz, Aqui se Paga | 10 de junho de 2008 |
| 2  | O Estreito Caminho da Lei | 17 de junho de 2008 |
| 3  | Eu Sou Mais Forte         | 24 de junho de 2008 |
| 4  | Nós É Polícia             | 1 de julho de 2008  |

### Segunda temporada (2009)
| N° | Título                          | Data de exibição    |
| --- | ------------------------------- | ------------------- |
| 1 | Olho Deles                      | 14 de maio de 2009  |
| 2 | Eu Não Vivo Disso               | 21 de maio de 2009  |
| 3 | Garoto Problema                 | 28 de maio de 2009  |
| 4 | Limpeza                         | 04 de junho de 2009 |
| 5 | Polícia, não Política           | 11 de junho de 2009 |
| 6 | O Homem que Todos Queriam Morto | 18 de junho de 2009 |
| 7 | Cracolândia                     | 25 de junho de 2009 |
| 8 | Imprima a Lenda                 | 02 de julho de 2009 |
| A morte de Alberto mexe com toda polícia e coloca o promotor Caio em uma guerra particular contra a Facção buscando a mídia, mas Eduardo tenta tirar o barco fora ao ver que o colega tenta enfrentar até mesmo o Secretário de Segurança. Sérgio                                                                             |                                 |                     |
| 9 | A Hora é Agora                  | 9 de julho de 2009  |
| Mário faz a prima de Torre como refém e o bandido resolve botar a cidade em alerta e mostrar que o pessoal da Facção não estão de brincadeira. Assim policiais começam a ser assassinados em diversos pontos da cidade, ônibus são queimados e as pessoas se trancam em casa com medo do que pode acontecer com ela nas ruas. |                                 |                     |

### Terceira temporada (2011)
| N° | Título                                 | Data de exibição    |
| -- | -------------------------------------- | ------------------- |
| 1  | O Amor É Lindo                         | 14 de junho de 2011 |
| 2  | Açúcar ou Adoçante                     | 21 de junho de 2011 |
| 3  | Deus É Fiel                            | 28 de junho de 2011 |
| 4  | O Nascer da Lua Cheia                  | 5 de julho de 2011  |
| 5  | Quem Corrige o Passado, Apaga o Futuro | 12 de julho de 2011 |
| 6  | Flor do Mal                            | 19 de julho de 2011 |
| 7  | Uma Simples Questão de Números         | 26 de julho de 2011 |

## Prêmios
Prêmio Quem de Televisão - 2008
- Melhor Ator - Norival Rizzo

Troféu APCA - 2008
- Melhor Série